# Gonzalagunia cornifolia
Gonzalagunia cornifolia är en måreväxtart som först beskrevs av Carl Sigismund Kunth, och fick sitt nu gällande namn av Paul Carpenter Standley. Gonzalagunia cornifolia ingår i släktet Gonzalagunia och familjen måreväxter. Inga underarter finns listade i Catalogue of Life.